# Fiumi di champagne
Fiumi di champagne è un singolo del rapper italiano Guè, pubblicato il 6 novembre 2015 come primo estratto dalla riedizione del terzo album in studio Vero.

## Descrizione
Prodotto da Don Joe, il singolo ha visto la partecipazione vocale del cantautore italiano Peppino di Capri e prende spunto dal brano di quest'ultimo Champagne.
Fiumi di champagne è stato inoltre inserito nella colonna sonora del film Natale col boss, diretto da Volfango De Biasi.

## Tracce
1. Fiumi di champagne (tratto dal film "Natale col boss") – 2:57
2. Fiumi di champagne (Don Joe Party Remix) – 2:57